# جيفري أوبنهايم
جيفري سابل أوبنهايم (بالإنجليزية: Jeffrey Sable Oppenheim) ولد في 31 يناير 1962 وهو طبيب أمريكي وسياسي.
تخصص جيفري في جراحة الأعصاب في ولاية نيويورك، وهو الرئيس الحالي لمجلس مقاطعة روكلاند للصحة.

## تعليمه
حصل أوبنهايم على درجة البكالوريوس في علم الأعصاب من جامعة برنستون في عام 1984. تخرج من كلية طب ويل كورنيل في جامعة كورنيل في عام 1988 مع مرتبة الشرف في مجال البحوث. وفي الفترة من عام 1988 إلى عام 1994، دُرب كطبيب في جراحة أعصاب في مستشفى ماونت سيناي (مانهاتن) في نيويورك، حيث عمل كمقيم رئيسي في الفترة من عام 1993 إلى عام 1994. وحصل على شهادة من قبل المجلس الأمريكي لجراحة الأعصاب في عام 1996.

## الجوائز التي حصل عليها
جائزة الخدمة المتميزة، من الهيئة التشريعية لمقاطعة روكلاند، سبتمبر / أيلول 2010.
حصل على أعلى تصنيف له (5 نجوم) من هيلثغرادس ببرنامج العمود الفقري في مستشفى السامري الصالح.

## في السياسة
اُنتخب أوبنهايم لمجلس الأمناء في قرية مونتيبيلو في عام 2003 حيث استولى على الأغلبية في مجلس الأمناء في عام 2005. في عام 2007 اُنتخب عمدة القرية التي تأسست في عام 1986.
وفي ظل قيادته، أصبحت القرية نشطة وتعمل في مجال المحافظة التاريخية، تم زرع العديد من الأشجار وقام بتشجيع الناس على استخدام مصادر الطاقة المتجددة. كانت القرية أول بلدية في مقاطعة روكلاند يتم الاعتراف بها باعتبارها «مجتمع المناخ الذكي» من قبل مدينة نيويورك وتم تسميتها «مدينة الشجر» من قبل وزارة الزراعة الأميركية.
وقد قاد القرية إلى مركز اجتماعى مرموق حيث أنشأ العديد من المتنزهات واستخدم الألواح الكهربائية الشمسية لخدمة المرافق البلدية، واستعرض الخطة الشاملة للقرية كما قام بتجديد قاعة القرية وخفض حجم الميزانية وبث اجتماعات المجلس على شاشات التلفزيون حيث كان التعليق العام مفتوح في بداية ونهاية كل اجتماع. أقام أول برنامج من نوعه لتهدئة حركة المرور يسمح للمواطنين بتقديم التماسات إلى مجلس الإدارة حول سرعة الضباب على الطرق العامة. في السنوات الأربع الأولى من هذا البرنامج، تم تثبيت سرعة الدعائم على 3 شوارع. ولم ترفع الضرائب من قرية مونتيبيلو، التي سجلت أدنى نسبة لأي قرية في مدينة رامابو، في عام 2010 أو 2011 أو 2013.
شغل أوبنهايم منصب رئيس مجلس مقاطعة روكلاند للصحة. وبهذه الصفة، ضغط على المجلس التشريعي للمقاطعة من أجل وضع قانون محلي يحظر تدخين السجائر في السيارات عندما يتواجد الأطفال. وقد تم إقرار القانون بالإجماع من قبل الهيئة التشريعية ووقع عليه من قبل المقاطعة التنفيذية في عام 2007.
كان أوبنهايم مندوبا للمؤتمر الوطني الجمهوري في عام 2012.
في عام 2013 كان اسمه «رجل أعمال السنة» من قبل الحزب الجمهوري مقاطعة روكلاند.

## وصلات خارجية
- Hudson Valley Brain and Spine Surgery website